# Parti national indépendant (Népal)
Pour les articles homonymes, voir Parti national indépendant.
Le Parti national indépendant (en népalais : राष्ट्रिय स्वतन्त्र पार्टी), aussi appelé Rastriya Swatantra Party (RSP) est un parti politique népalais. Le parti est fondé en juin 2022 par Rabi Lamichhane (en). Le parti est enregistré auprès de la Commission électorale du Népal le 1er juillet 2022, avant les élections législatives de 2022. Le symbole électoral du parti est une cloche à l'intérieur d'un cercle.

## Résultats électoraux

### Élections législatives
| Année | Voix      | %     | Rang | Sièges   |
| ----- | --------- | ----- | ---- | -------- |
| 2022  | 1 130 344 | 10,70 | 4e   | 20 / 275 |